# Summanus

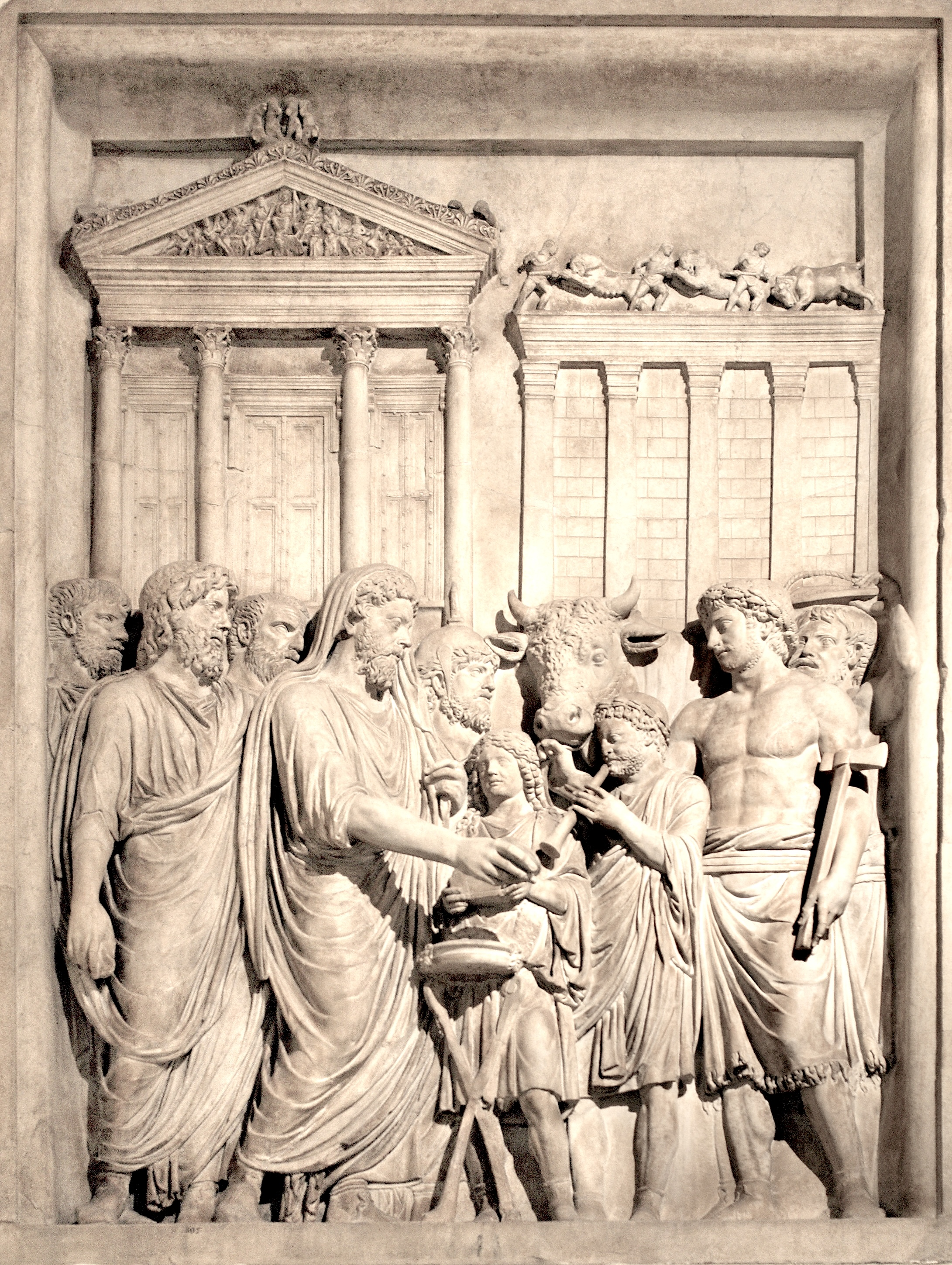
Împăratul Marcus Aurelius (161-180 d.Hr.) și membrii familiei imperiale oferă sacrificii în semn de recunoștință pentru succesul împotriva triburilor germanice. În fundal se află Templul lui Jupiter pe Capitolium (aceasta este singura portretizare existentă a acestui templu roman). Basorelief din Arcul lui Marcus Aurelius, Roma, aflat acum la Muzeul Capitolin din Roma.

Summamus este zeul sabin al întunericului nopții și al fulgerelor nocturne în mitologia etruscă. Preluat de romani, devine unul din atributele lui Jupiter. Avea un templu la Roma aproape de Circus Maximus și era sărbătorit anual la 20 iunie oferindu-i-se prăjituri numite summanalia coapte în formă de roți, ca simbol al carului tunetelor.